# Eduard von Brauchitsch (Bezirksamtmann)
Eduard Gustav Adolf Rudolf von Brauchitsch (* 1866; † 27. September 1908 in Douala) war ein preußischer Kolonialbeamter und Stadtarchitekt der Stadt Douala unter dem Gouverneur Jesko von Puttkamer während der deutschen Kolonialzeit in Kamerun.

## Biographie

### Herkunft
Eduard von Brauchitsch war der Sohn des preußischen Generalmajors Eduard von Brauchitsch (* 18. Januar 1827 in Berlin; † 21. Januar 1889 in Potsdam) und dessen Ehefrau Elise, geb. von Humbert (1833–1905). Er stammte somit aus dem schlesischen Uradelgeschlecht Brauchitsch.

### Karriere
Brauchitsch trat nach dem Besuch des Kadettenkorps 1884 in das Grenadier-Regiment "König Wilhelm I." (2. Westpreußisches) Nr. 7 ein, wurde 1891 à la suite des Grenadier-Regiments „Graf Kleist von Nollendorf“ (1. Westpreußisches) Nr. 6 gestellt und zur Dienstleistung beim Auswärtigen Amt kommandiert. 1893 wurde er zum Oberleutnant, 1900 zum Hauptmann befördert.
In der Folge war er in der deutschen Kolonie Kamerun eingesetzt. Als provisorischer Leiter der Edéa-Station leitete er 1892 die Fortsetzung der Arbeiten zur Erweiterung der Station. Er überwachte die militärische Versorgung Yaoundés durch eine Expedition, die im Februar 1892 von Edéa aus aufbrach. 1894 war er als Oberleutnant in Ebolowa. 1905 kümmerte er sich um die Verbesserung der Haftbedingungen von Hamadjam, Lamido (Führer) von Tibati, und seinem Sohn Kaigama Taifou.
Ab 1900 war Brauchitsch Regierungsrat und Bezirksamtmann von Douala. Hier beteiligte er sich aktiv an der Urbanisierung der Verwaltungs- und Kolonialbezirke der Stadt.
Unter Brauchitsch Leitung schlug die deutsche Verwaltung eine rein europäische Besiedlung der kühleren, gesünderen Flussufer vor, mit dem Joss Plateau (dem deutschen Verwaltungszentrum, heute: Bonanjo) und Bonapriso an einem Ufer und Hickory Town (heute: Bonabéri) am anderen. Die verbleibenden Teile der Stadt sollten von den ursprünglichen Douala-Bewohnern und anderen Afrikanern genutzt und bewohnt werden können. Diese Stadtplanung ab 1902 folgte den Empfehlungen des Leiters des deutschen Kolonialmedizindienstes und des Medizinalreferenten Kameruns, Hans Ziemann, stieß aber bei der lokalen Bevölkerung auf immensen Widerstand, der sich über Jahre hinzog.
Andererseits fand Brauchitschs Arbeit auch Anklang, so schrieb René Gouellain:

« le constructeur de Douala, il a transformé le village africain traditionnel en ville moderne : tracement de larges rues, assèchement du marécage de Bonaku, amélioration et agrandissement du port, construction de la digue (passage surélevé) entre Joss et Akwa, assèchement du marécage entre Akwa et Déido, début de la canalisation de l’eau courante à Douala. »

„Als Erbauer von Douala verwandelte er das traditionelle afrikanische Dorf in eine moderne Stadt: Er legte breite Straßen an, entwässerte den Bonaku-Sumpf, verbesserte und erweiterte den Hafen, baute den Deich (die erhöhte Passage) zwischen Joss und Akwa und entwässerte den Sumpf zwischen Akwa und Déido - der Beginn der Leitung für fließendes Wasser nach Douala.“

Da er die weitere Expansion von Douala voraussah, ermutigte er seinen Freund August Manga Ndumbe Bell, die Landerwerbungen seines Vaters am Mungo zu nutzen, um dort Kakaoplantagen anzulegen und so Land in Douala selbst freizugeben. Manga Bell folgte dem Rat zusammen mit weiteren Einwohnern von Douala. Dieses Vorgehen, dass im Gegensatz zu früheren Verträge stand, ermöglichte die Erweiterung des Bell-Viertels (auch: Belltown), dessen Erweiterung auch der lokalen Regierung zugutekam. Zur Erreichung dieser Zielsetzungen wurde allerdings auch Land von indigenen Gemeinschaften enteignet.

### Ngondo-Petition
Die Segregation sowie die Landnahme durch Enteignung führte zu einer Vielzahl von Widerständen innerhalb der indigenen Bevölkerung. 1905 verfassten daher König Akwa von Bonambela und 26 weitere kamerunische Stammesoberhäupter, allesamt Angehörige der Ngondo, einer traditionellen Versammlung, die nach Angaben der Dualas den Vertrag von 1884 mit Deutschland ratifiziert und in Kraft gesetzt hatte, einen offenen Brief an den deutschen Reichstag. In dem Schreiben verlangten sie die Einhaltung der Bestimmungen des Vertrages vom 12. Juli 1984. Die Schrift war eine Anklage an Generalgouverneur Puttkammer, der die Bestimmungen in seiner Regierungszeit ignorierte, indem er beispielsweise den Landenteignungen zustimmte. Auch Brauchitsch als Verwalter der Douala-Region und Vertrauter Puttkamers blieb nicht verschont, kam aber glimpflich davon. Die Prüfung der Beschwerde dauerte fast drei Jahre. Von Puttkammer kehrte nicht mehr nach Kamerun zurück. Oberverwalter Brauchitsch, Berater des Generalgouverneurs und Leiter des Distrikts Douala, wurde zu einer Geldstrafe von 1000 Mark, umgerechnet 605 US-Dollar, verurteilt.

### Ausbildung von Rudolf Manga Bell
Durch die Freundschaft zu Manga Ndumbe Bell, kam Brauchitsch auch mit dessen Sohn Rudolf Manga Bell in Kontakt. In der Folge vermittelte Brauchitsch für Rudolf Bell ab 1896 den Besuch des Gymnasiums in Ulm.
Brauchitsch starb 1908 in Douala.

## Bibliographie
- Uwe Jung und andere: Findbuch Fonds Allemands (FA) – Verwaltung des deutschen Schutzgebiets Kamerun. 2. überarbeitete Ausgabe mit Übersetzung. Goethe-Institut Kamerun. 2017. PDF. Abgerufen am 4. Oktober 2024.
- Jonathan Derrick: Douala: ville et histoire. Für René Gouellain. Institut d'Ethnologie. Paris. 1975. Veröffentlicht in: Africa. Vol. 47. Nr. 4. 1977. S. 431–431. ISSN 0001-9720 & 1750-0184.